# Henriette Daux
Henriette Daux (Parigi, 1864 – Vanves, 1953) è stata una pittrice e scrittrice francese.

## Biografia
Nata a Parigi in un ambiente borghese, studiò contemporaneamente canto, sotto la direzione di Adolphe Béer, disegno e pittura all'Académie Julian con Jules Lefebvre e Alfred Roll.

A partire dal 1887 espose al "Salon des artistes français" una serie di ritratti eseguiti a pastello. Fu presente quindi anche al "Salon des Champs-Elysées" e al "Salon du Champ-de-Mars". Nel 1898, il critico Louis Énault osservò che: 
 Henriette Daux realizzò anche alcuni studi di nudi e un autoritratto in piedi, ad olio su tela.
Dal 1895, diede alle stampe dei racconti sotto forma di libri-strenna destinati ai giovani, editi dall'antica Maison Quantin, nonché per le riviste Musée des familles e  Saint-Nicolas, pubblicate dalle Edizioni Felagrave.
Nello stesso periodo Henriette decorò con affreschi il salotto del castello di Kerazan. Quest'opera, tuttora visibile, le fu commissionata da Jules-Georges Astor, sindaco di Quimper e grande collezionista.
Il 15 febbraio 1904, all'età di 38 anni, Henriette sposò il suo ex maestro Alfred Roll, che aveva 20 anni più di lei. Testimoni del matrimonio furono il pittore Pierre-Emmanuel Damoye e il critico d'arte André-Ferdinand Hérold. Alfred Roll trasferì le fattezze di Henriette molte volte nelle sue tele.
Henriette Daux è morta a Vanves nel 1953, a 88 anni, vedova di Alfred Roll sin dal 1919, ma non si conosce il giorno della sua scomparsa, né si è certi della città in cui avvenne.

## Opere

### Libri pubblicati
- Les déceptions, Parigi, Librairies-imprimeries réunies - Ancienne Maison Quantin, 1895.
- Au clair de la lune, Parigi, Librairies-imprimeries réunies - Ancienne Maison Quantin, 1895.
- Noir et blanc, Parigi, Librairies-imprimeries réunies - Ancienne Maison Quantin, 1895.
- Entre chien et chat, Parigi, Librairies-imprimeries réunies, 1895.
- Histoire de Clair-voyant, Parigi, Librairies-imprimeries réunies, 1895.
- Justice et charité, Parigi, Librairies-imprimeries réunies, 1895.
- Le Petit Don Quichotte, illustrato con 15 incisioni di Cécile Chalus, Parigi, Librairies-imprimeries réunies, 1896.
- L'Âne mélancolique, Parigi, Librairies-imprimeries réunies, 1896.
- Le Crépuscule des fées Le Portrait de l'oncle Jasmin ou l'Envoûtement..., Parigi, Librairies-imprimeries réunies, 1896.
- Les Revenants, Parigi, Librairies-imprimeries réunies, 1896.
- Œil d'aigle, Parigi, Librairies-imprimeries réunies, 1896.
- L'avisé danois, Parigi, Librairies-imprimeries réunies, 1896.
- Voyage d'une toute petite princesse, Parigi, L.-H. May, 1897.
- Frères de lait, Parigi, L.-H. May, 1898 — riedizione di G. Mantoux, 1901.
- Le Costume, la mode, collana Enciclopedia popolare illustrata del XX secolo, Parigi, L.-H. May, 1899.